# Rocca Manfrediana
La Rocca Manfrediana, conosciuta anche come Rocca dei Veneziani o più semplicemente Rocca di Brisighella, è una fortificazione situata sul secondo dei tre pinnacoli rocciosi di selenite a Brisighella, in provincia di Ravenna, all'interno del Parco regionale della Vena del Gesso Romagnola.
La Rocca, datata 1310 e caratterizzata da torri cilindriche (di cui la più alta è del 1503), fu ricostruita dai veneziani, nel breve periodo del loro dominio sulla Romagna (1503-1509).
Al suo interno si trova il Museo l'Uomo e il gesso, dedicato al rapporto umano con la prezioso roccia nel corso dei secoli.

## Storia

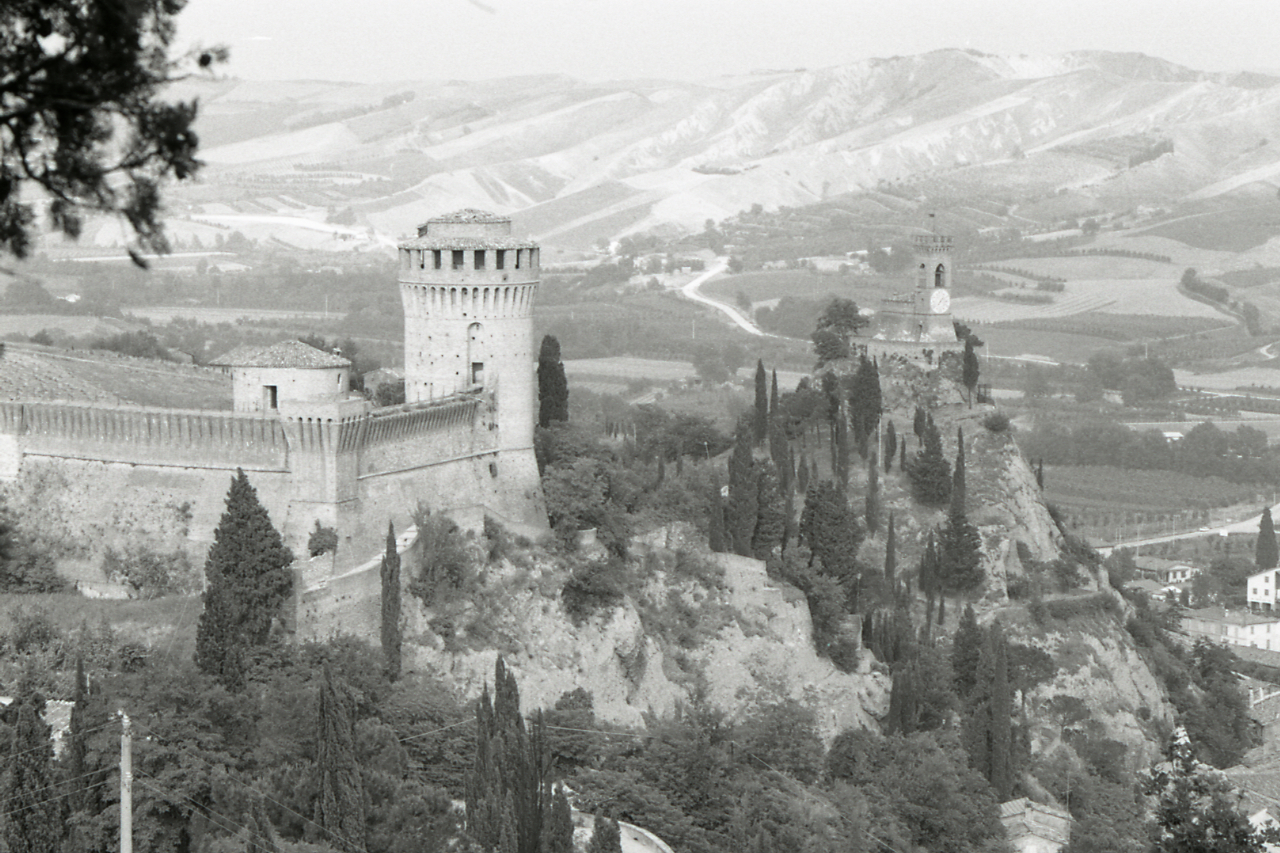
La Rocca manfrediana con a fianco la Torre dell'Orologio, fotografate da Paolo Monti nel 1974

L'edificazione dell'attuale rocca venne iniziata da Francesco Manfredi, signore di Faenza, all'inizio del XIV secolo. Salvo un breve periodo dal 1368 al 1376, la fortificazione rimase nel dominio della famiglia Manfredi (che l'ampliarono: in particolare, Gian Galeazzo nel 1394 e Astorgio II nel 1457 e 1466) fino all'anno 1500.

Dal 1500 al 1503 fu parte dell'effimero dominio di Cesare Borgia.

Dal 1503 al 1509 appartenne alla Repubblica di Venezia, che realizzò il grandioso mastio in aggiunta al preesistente torricino, e le mura sui due lati.
In seguito, il territorio entrò a far parte dello Stato Pontificio e, verso la fine del XVI secolo, la sommità dei due torrioni venne ricoperta da un tetto. Dopo un breve parentesi napoleonica, la rocca ritornò al Papa, fino al 1860 quando la Romagna entrò a far parte del Regno d'Italia.
All'inizio del XXI secolo, il castello è stato completamente restaurato, rinforzando le strutture murarie e valorizzando il complesso architettonico, anche con una speciale illuminazione.

## Architettura

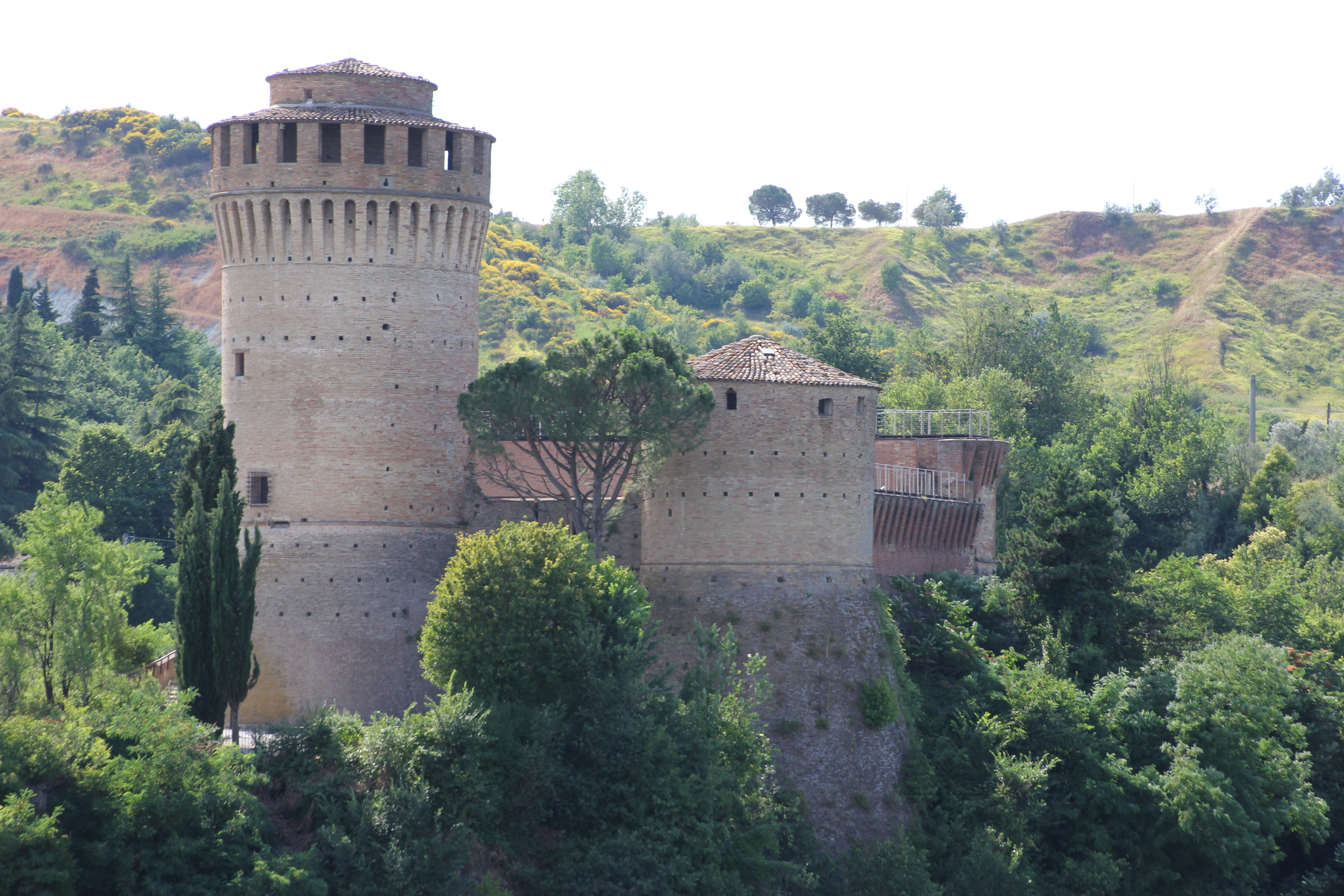
Lato est della Rocca: a sinistra la Torre Veneziana e a destra la Torre Manfrediana

La rocca è caratterizzata da due torri cilindriche ad est (raccordate tra loro da due mura di collegamento su cui si conservano l'ingresso e gli scassi del ponte levatoio per superare il fossato), un cortile interno a pianta trapezoidale, le mura di cinta con cortina angolata ad ovest. 
La torre più antica, detta Torricino o Torre Manfrediana, è il torrione di nord-est della rocca. Il mastio, a sud-est, è detto Torre Veneziana e reca i segni di un nucleo originario a pianta quadrata. Entrambe le torri erano collegate al camminamento di guardia sul muro di cinta da ponti levatoi. In caso di attacco, la struttura fortificata poteva ripiegare su una difesa ridotta alle sole torri, isolabili sollevando i tre ponti levatoi.
Alla base della cortina si trovava la scarpa, con caponiera a feritoie. La galleria della caponiera prosegue a sud con un'altra galleria, un tempo dotata di due bombardiere, similmente a quanto si osserva nella rocca di San Leo. Questo sistema difensivo di fiancheggiamento è abilmente dissimulato dalla mulattiera che sale alla rocca.

## Museo l'Uomo e il gesso
All'interno della struttura è stato allestito un percorso espositivo che racconta il rapporto tra l'Uomo e il gesso, materiale di cui è composto il pinnacolo su cui poggia la rocca e che ha da sempre caratterizzato l'economia del borgo.
Il percorso di visita ripercorre varie epoche storiche salendo dal basso verso l'alto il Torricino (o Torre Manfrediana), la parte più antica della rocca. Lungo la scala a chiocciola ci si imbatte in piccole stanze, in cui alcuni pannelli illustrano l'età protostorica, quando le grotte scavate nel gesso vennero usate a scopi rituali, religiosi e funerari (grotta Tanaccia, alla grotta del Re Tiberio e alla Grotta dei Banditi), l'epoca romana, a testimonianza dell'attività estrattiva del lapis specularis nella Vena del Gesso (scavi archeologici della villa romana del Carnè e della grotta della Lucerna, quest'ultima considerata la prima cava di estrazione del prezioso minerale scoperta in Italia), l'epoca medievale, fino ad arrivare alla grande sala circolare in cima alla torre, dove nelle vetrine vengono presentati vari reperti rinvenuti nella Vena del Gesso di diverse epoche (tra cui i reperti provenienti dal sito archeologico del castello di Rontana, dalla Grotta dei Banditi, dalla Cava della Lucerna e dagli scavi del Carnè).
Usciti dal Torricino, percorrendo il breve ponte sospeso o, in alternativa, il camminamento di ronda lungo il muro di cinta, si entra nella Torre Veneziana, dove vengono illustrati il Medioevo e il Rinascimento e in particolare l'incastellamento e la vita al castello; sono qui ricostruiti gli ambienti della cucina e della camera da letto e sono presentate le prigioni.
Ritornati al piano terra è possibile approfondire i vari sistemi difensivi della rocca dai pannelli esplicativi posti nel cortile interno e nella caponiera.

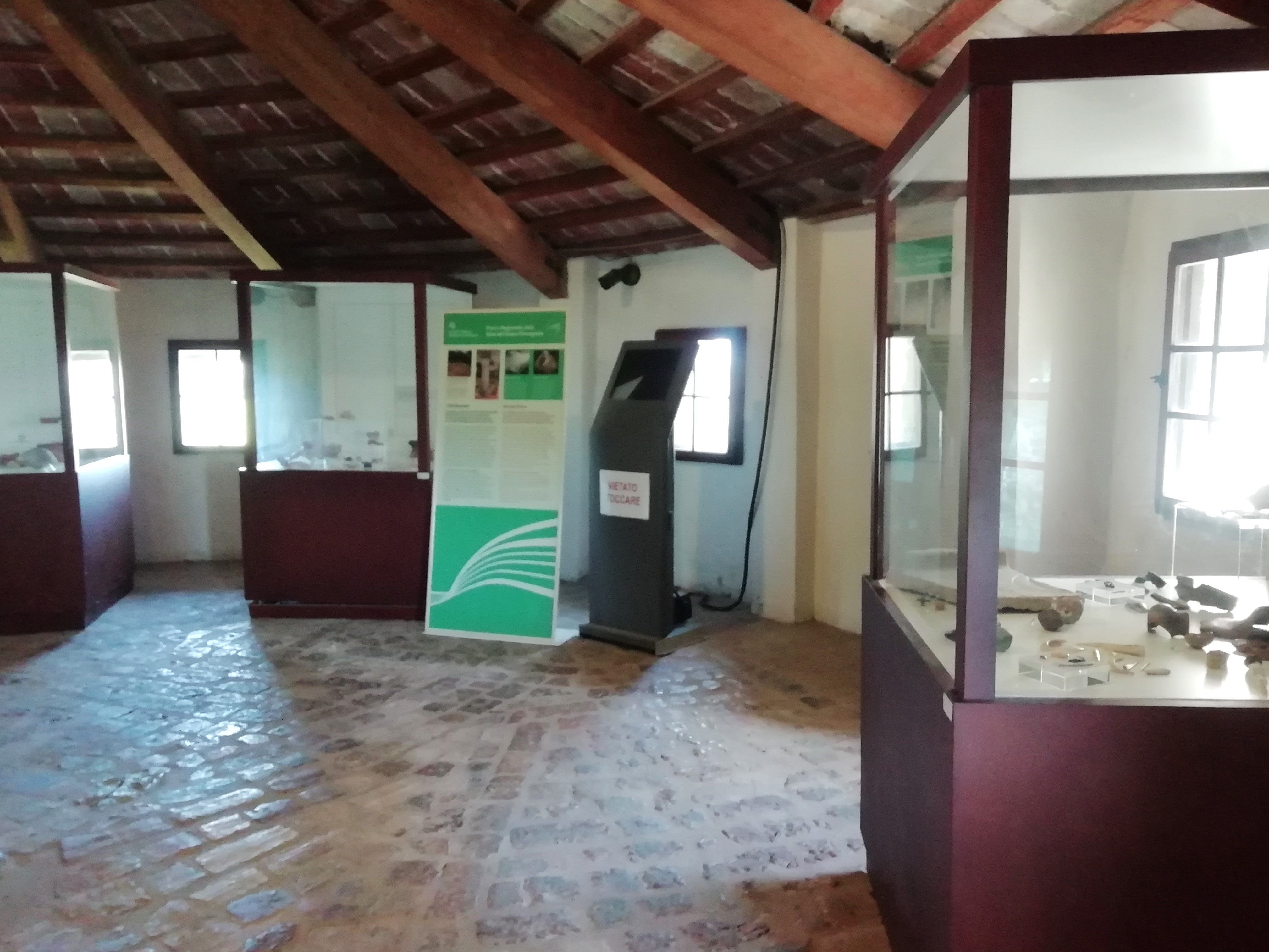
La sala alta della Torre Manfrediana
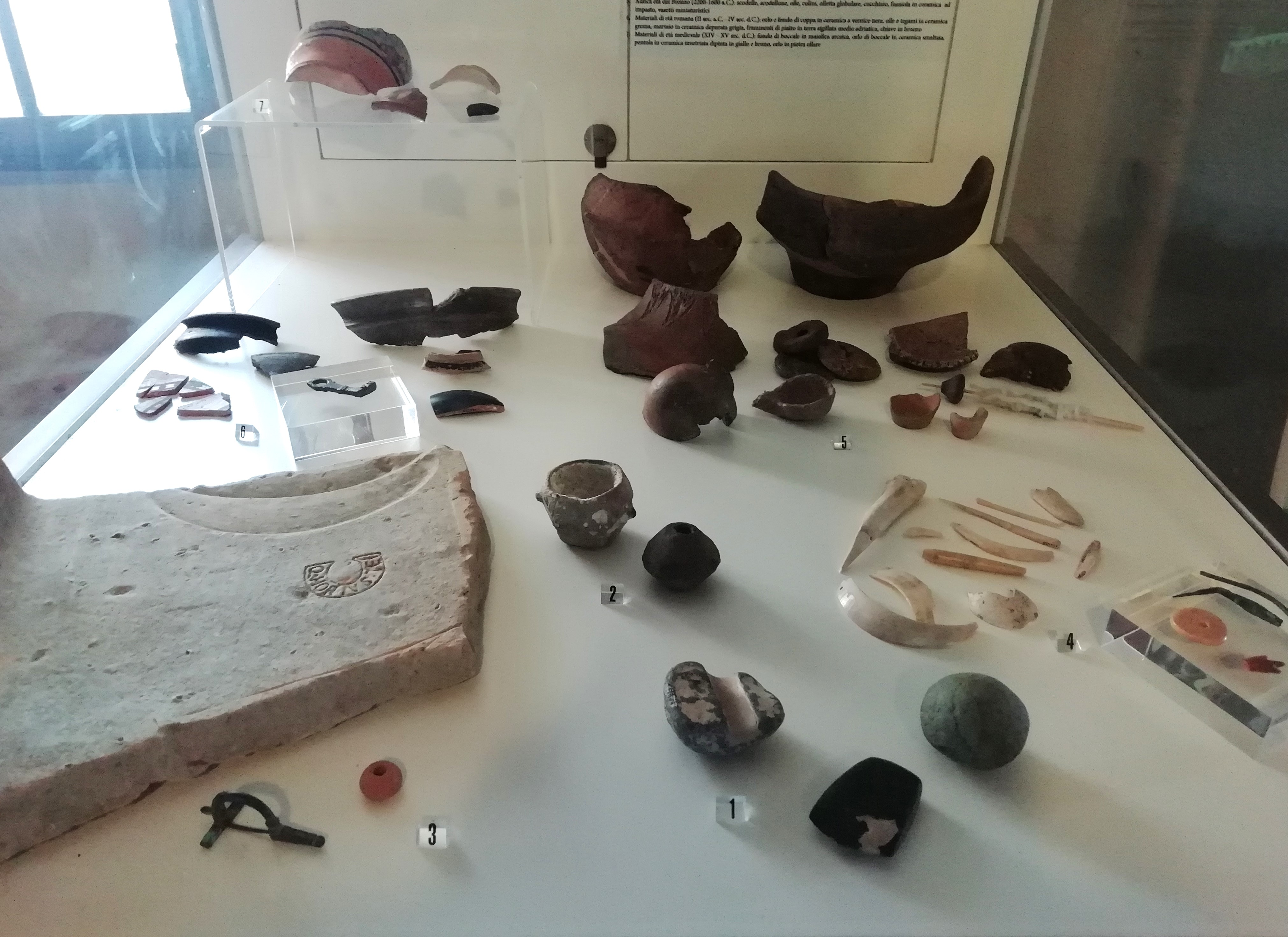
Reperti provenienti dalla Grotta dei Banditi
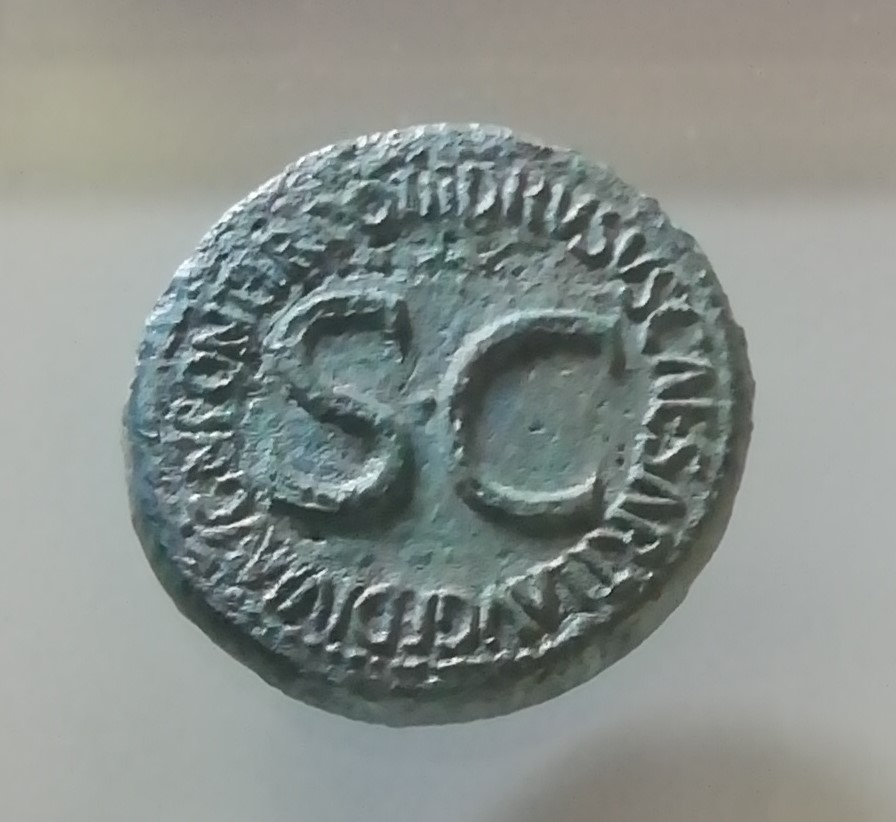
Sesterzio di Tiberio in bronzo, dagli scavi del Carnè
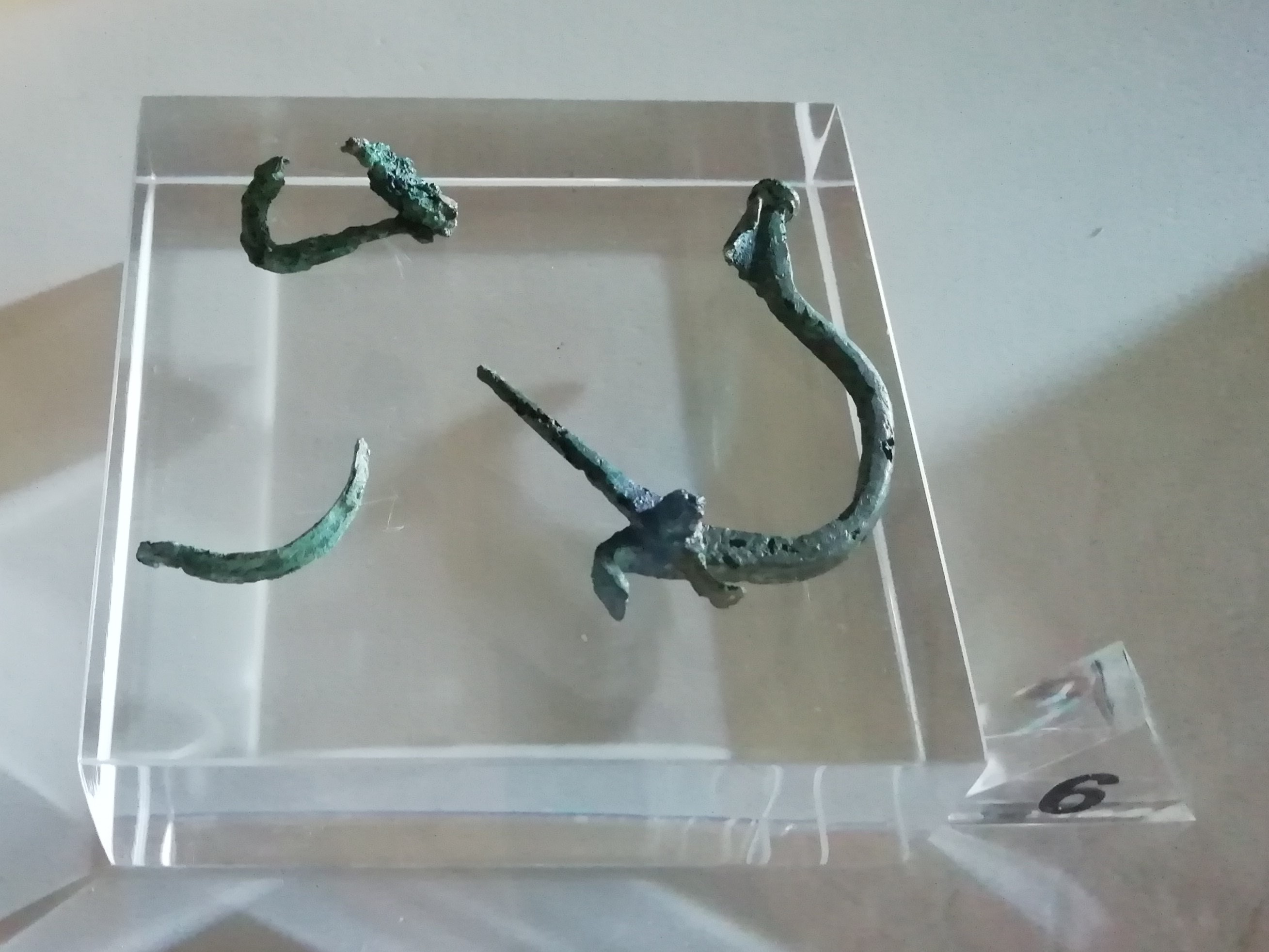
Resti di fibule del tipo Aucissa e "a tenaglia" e frammento di fibbia bronzea, dagli scavi del Carnè
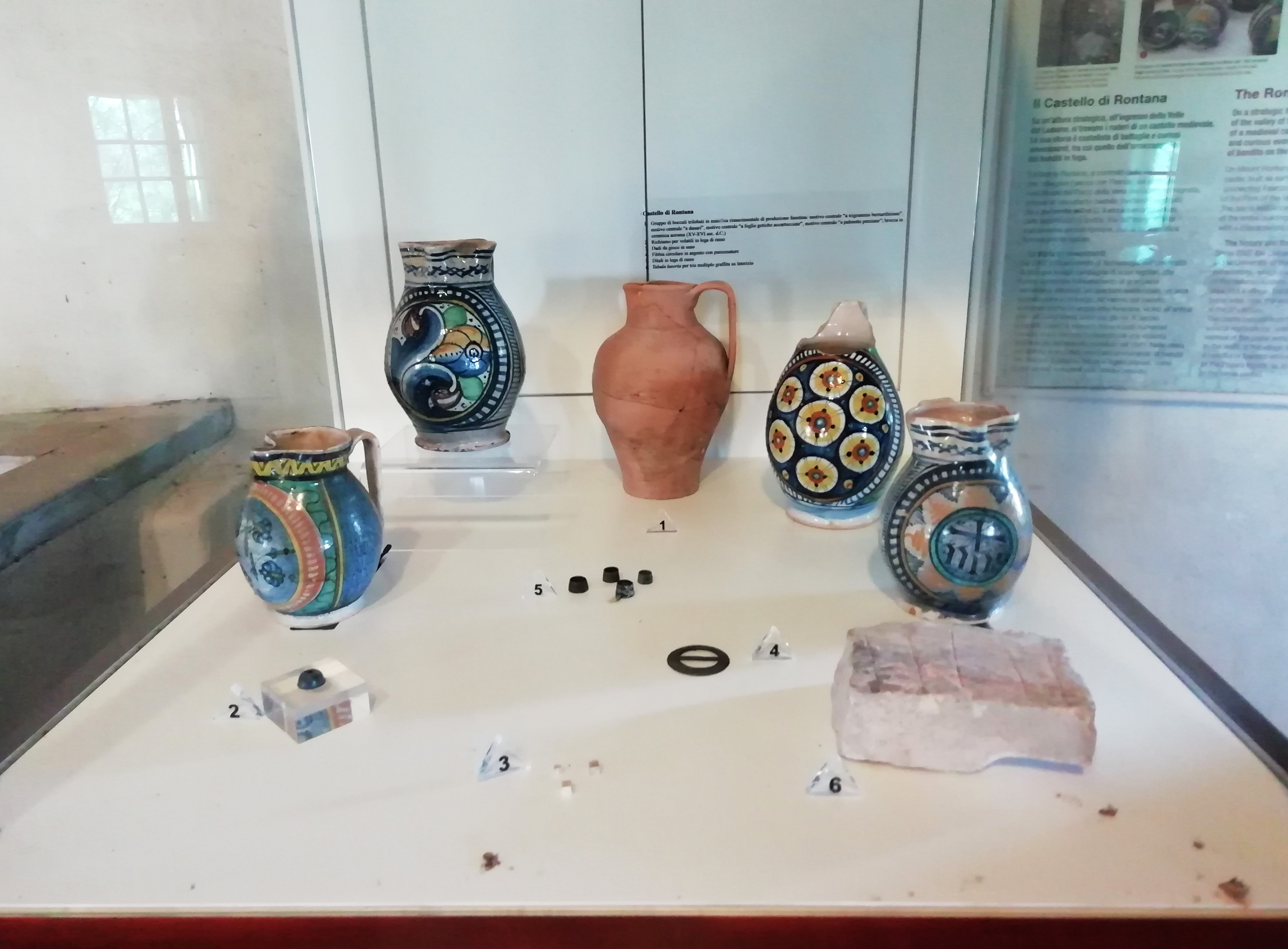
Boccali di fabbricazione faentina provenienti dagli scavi archeologici del Castello di Rontana

## La rocca nella cultura di massa

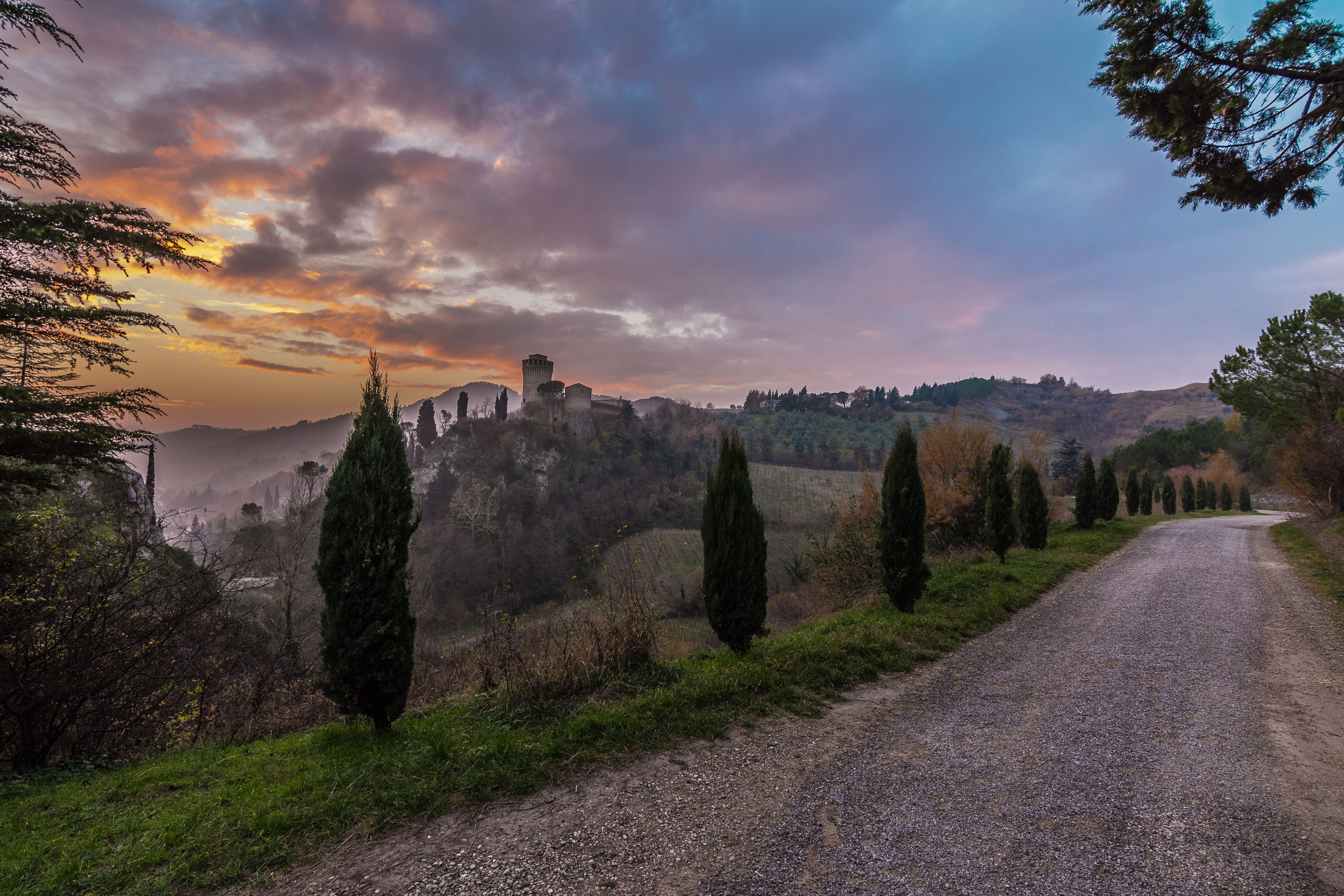
Panorama con la Rocca Manfrediana sullo sfondo.

All'interno della Rocca di Brisighella è ambientato il drammatico finale del romanzo storico Il figlio del cardinale della scrittrice irlandese Ethel Lilian Voynich (I edizione inglese: 1897), ambientato nell'Italia risorgimentale tra il Granducato di Toscana e la Romagna Pontificia, di grandissimo successo nel mondo comunista ai tempi della Guerra Fredda.

### Festa Medievale

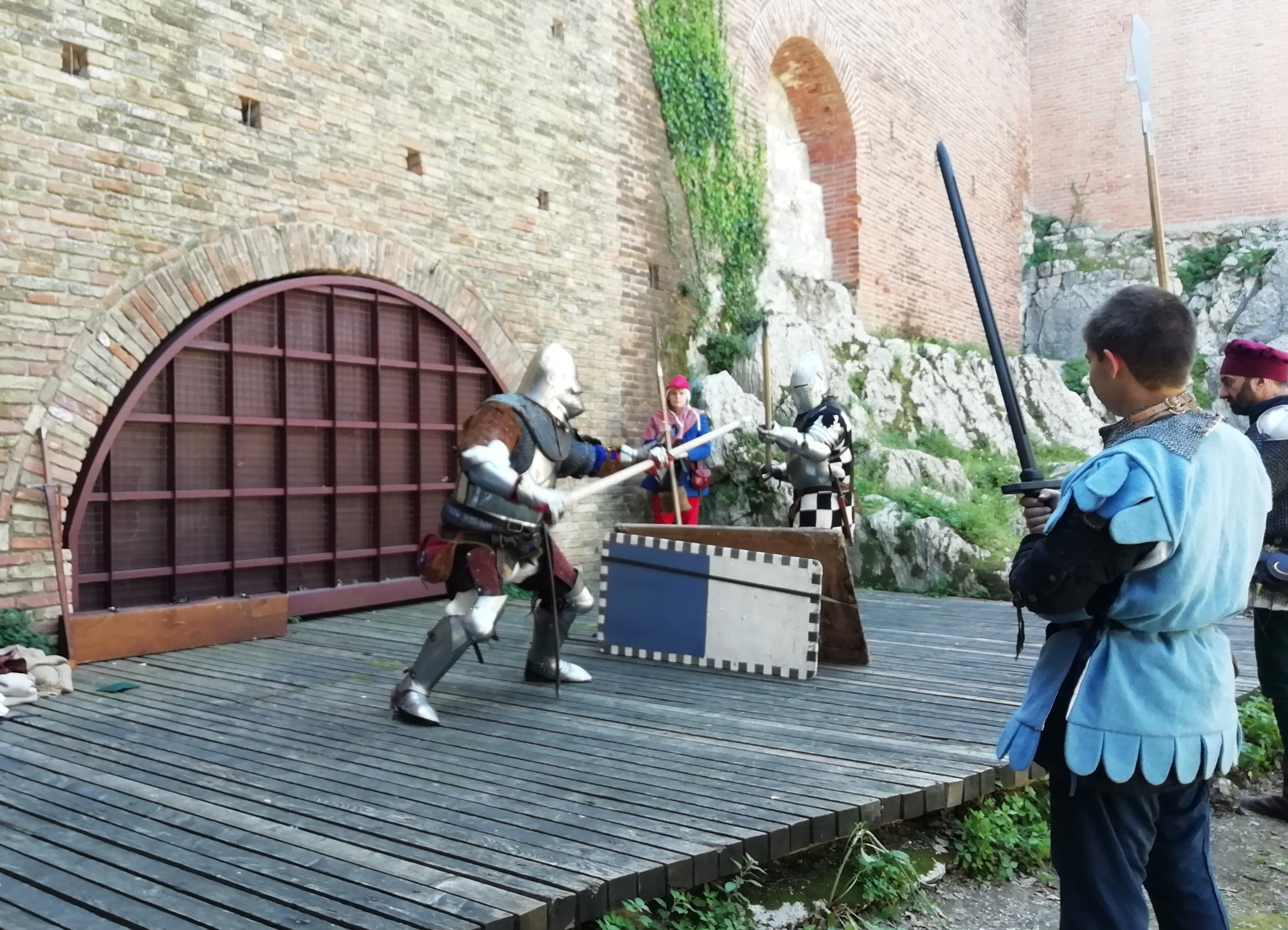
Esercitazioni per la Festa Medievale del 2024

Dal 1980 ogni anno intorno all’inizio di giugno, si tiene all’interno della Rocca la “Festa Medievale”, una manifestazione di rievocazione storica, che ha reso il paese di Brisighella, una delle mete estive più popolari.
In occasione di questo evento l’intero paese rivive il fascino del suo passato medievale rappresentando per le strade dei suoi borghi scene di vita quotidiana di uno dei periodi più oscuri e misteriosi della nostra storia: la rappresentazione di vecchi mestieri artigianali, tra folle di contadini, musicanti, giullari e cantastorie, tutti in abiti tradizionali, fino ad arrivare al crepuscolo con gli scontri guerreschi quando al suono di tamburi, schiere di cavalieri si sfidano in duelli travolgenti. Alla chiusura lo spettacolo pirotecnico dei fuochi d’artificio.
Per due giorni consecutivi, la Rocca diventa teatro di simulazioni di scontri d’arme, accampamenti medievali, rappresentazioni. L’evento è organizzato dal coordinamento rievocazione storica I Difensori della Rocca, Osteria Medievale, l’Associazione Artificio e gli allestimenti Associazione Feste Medievali.